# 赵镇 (礼泉县)
赵镇，是中华人民共和国陕西省咸陽市礼泉县下辖的一个乡镇级行政单位。

## 行政区划
赵镇下辖以下地区：
石鼓东村、石鼓西村、新寨村、吴村、后寨村、索村、石杨村、前寨村、文家河村、堡里村、尧都张村、段胡村、五四村、小沼村、三河村和尧都村。